# Luís Bartolomeu Marques
Luís Bartolomeu Marques (1784 — ?) foi um político brasileiro.
Foi presidente da província de Goiás, de 14 de agosto a 31 de dezembro de 1831.